# میزلیا
میزلیا (به ایتالیایی: Miseglia) یک منطقهٔ مسکونی در ایتالیا است که در کارارا واقع شده‌است. میزلیا ۴۴۹ نفر جمعیت دارد و ۲۴۰ متر بالاتر از سطح دریا واقع شده‌است.